# Verbascum pseudoblattaria
Verbascum pseudoblattaria är en flenörtsväxtart som beskrevs av Battand.. Verbascum pseudoblattaria ingår i släktet kungsljus, och familjen flenörtsväxter. Inga underarter finns listade i Catalogue of Life.